# Дырлих, Бенедикт
Бенедикт Дырлих (в.-луж. Benedikt Dyrlich, 21 апреля 1950 года, деревня Нова-Веска, Германская Демократическая Республика) — лужицкий поэт, писатель, журналист, политик и общественный деятель.

## Биография
Родился 21 апреля 1950 года в серболужицкой деревне Нова-Веска в окрестностях Будишина в многодетной крестьянской семье. С 1956 года по 1964 год обучался в школе в деревне Ворклецы. До 1968 года поступил в епископскую предсеминарию в Шёнайхе около Берлина. Изучал теологию и философию в Эрфурте. Работал медбратом в клинике г. Карл-Маркс-Штадт и обучался в вечерней средней школе, которую закончил в 1973 году. С 1973 года по 1975 год работал ассистентом в Немецко-серболужицком народном театре в Баутцене. С 1975 года по 1980 год изучал театральное искусство в Лейпциге.
В период реформ в ГДР 1989—1990 годов занимался политической деятельностью в Лужицком национальном собрании. В 1990 году был избран депутатом от партии СДПГ в Саксонский парламент. Был председателем Лужицкого отделения СДПГ. В этом же году был избран в рабочую группу, которая разрабатывала проект новой конституции земли Саксония. В 1994 году участвовал в выборах. Не получив достаточной поддержки избирателей, подал в этом же году в отставку с поста председателя Лужицкого отделения СДПГ.
С 1995 года по 2011 год был главным редактором серболужицкой газеты «Serbske Nowiny». В 2011 году участвовал в организации «Серболужицкого сеймика» (Serbski sejmik), которая выступала за создание выборного политического органа, представляющего интересы серболужицкого народа. До 2014 года был председателем Союза лужицких художников.
Пишет прозу и поэзию на верхнелужицком и немецком языках.

## Сочинения
- Fijałkojty čas, Domowina Verlag 1963
- Zelene hubki, Domowina Verlag 1975
- Třeće wóčko, Domowina Verlag 1978
- Trzecie oko, Warszawski Klub Młodych Pisarzy 1978
- Nocakowanje, Domowina Verlag 1980
- Grüne Küsse, Aufbau-Verlag 1980
- W paslache, Domowina Verlag 1986
- Hexenbrennen, Aufbau-Verlag 1988
- Tři pjeršćenje/Drei Ringe, Domowina Verlag 1990
- Fliegender Herbst, Domowina Verlag 1994
- Wotmach womory, Domowina Verlag 1997
- Wobraz ze skibami, Domowina Verlag 2001
- Stysk wyska, Domowina Verlag 2006
- Widźu nana, widźu mać, Domowina Verlag 2007
- Cyblowe suknički, Domowina Verlag 2008
- Parabola, Winicka metska drukarnia 2010
- Der Tiger im Pyjama / Tiger w nócnej košli, Domowina Verlag 2012

## Награды
- 15 мая 2010 года был награждён Конституционной медалью Саксонии[1];
- 5 июля 2011 года был удостоен премии имени Якуба Чишинского.